# Цигульський Валентин Володимирович
Валенти́н Володи́мирович Цигу́льський — український військовий льотчик, миротворець, підполковник Збройних сил України, заступник командира 16-ї окремої бригади армійської авіації, учасник російсько-української війни.

## Життєпис
1998 року закінчив Харківський льотний інститут, направлений в частину у Бродах, 16-а окрема бригада армійської авіації. 4 рази брав участь в миротворчих операціях — 2005, 2006, 2008 у республіці Ліберія, 2012 — Демократична Республіка Конго.
4 червня два вертольоти Мі-24 вилетіли на бойове завдання з ліквідації терористичного кубла за 4 км від Слов'янська, що обстрілювало місто і позиції сил АТО. В екіпажі підполковника штурманом був майор Сергій Тітаренко, терористи поцілили у вантажну кабіну. Після того пролунав другий вибух — обстрілювали із ПЗРК та великокаліберних кулеметів. Вже після аварійного приземлення вогонь охопив кабіну, де перебував Тітаренко, вибратися не зміг — не відчував ані рук, ані ніг. Витягнув його, обгораючи, підполковник Цигульський.
Лікувався в Дніпропетровській обласній клінічній лікарні ім. Мечникова — зазнав опіків та компресійного перелому двох хребців, за здоров'ям постійно слідкує дружина Олена. Подружжя виховує дітей, старший син — від першого шлюбу, середній — 2003 р.н., найменшому — сину Ігорю — виповнилося 2 роки.

## Нагороди
20 червня 2014 року — за особисту мужність і героїзм, виявлені у захисті державного суверенітету та територіальної цілісності України, вірність військовій присязі та незламність духу, відзначений — нагороджений орденом Богдана Хмельницького III ступеня.